# العلاقات التيمورية السعودية
العلاقات التيمورية السعودية يقصد بها العلاقة التي تجمع بين المملكة العربية السعودية بجمهورية تيمور الشرقية الديمقراطية.

## تاريخ العلاقة
في 29 يناير 2015 وقعت المملكة العربية السعودية وتيمور الشرقية اتفاقية إقامة علاقات دبلوماسية، وقع الاتفاقية من جانب المملكة مندوبها الدائم لدى الأمم المتحدة في نيويورك السفير عبد الله بن يحيى المعلمي، وعن جانب تيمور الشرقية مندوبها الدائم لدى الأمم المتحدة السفيرة صوفيا بورقس.